# オーバーエスターライヒ州

オーバーエスターライヒ州
Oberösterreich

オーバーエスターライヒ州（オーバーエスターライヒしゅう、ドイツ語: Oberösterreich  発音）は、オーストリア共和国を構成する9つの連邦州のひとつ。州都はリンツ。面積約12,000平方km、人口約140万人。オーバーエスタライヒ州、オーバーエースターライヒ州、オーバーエステライヒ州、上オーストリア州などとも表記される。「上（高地）オーストリア」の意。
オーストリア＝ハンガリー帝国時代は Erzherzogtum Österreich ob der Enns（エンス川上オーストリア大公国）と呼ばれた。北はドイツのバイエルン州とチェコの南ボヘミア州に、東はニーダーエスターライヒ州に、南はシュタイアーマルク州に、西はザルツブルク州にそれぞれ接する。
州内にアドルフ・ヒトラー出生の地ブラウナウ・アム・インがある。西南部のザルツカンマーグート地域は山と湖の風光明媚な地形で国内外から多くの観光客が訪れる。ハリウッド映画『サウンド・オブ・ミュージック』の舞台となった。

## 政治

### 州首相
第一共和政での州首相とその在任期間は以下の通り。
1. ヨハン・ハウザー（ドイツ語版） （CS、1918年11月18日 - 1931年2月8日）
2. ヨーゼフ・シュレーゲル（ドイツ語版） （CS、1931年2月23日 - 1934年2月17日）
3. ハインリヒ・グライスナー（ドイツ語版） （VF、1934年3月1日 - 1938年3月12日）

ナチスが設置したオーバードナウ大管区の大管区指導者とその在任期間は以下の通り。
1. アウグスト・アイグルーバー （NSDAP、1938年3月14日 - 1945年5月5日）

第二共和政での州首相とその在任期間は以下の通り。
1. アドルフ・アイグル（ドイツ語版） （無所属、1945年5月16日 - 1945年10月25日）
2. ハインリヒ・グライスナー（ドイツ語版） （ÖVP、1945年10月26日 - 1971年5月2日）
3. エルヴィン・ヴェンツル（ドイツ語版） （ÖVP、1971年5月3日 - 1977年10月19日）
4. ヨーゼフ・ラッツェンベック（ドイツ語版） （ÖVP、1977年10月19日 - 1995年3月2日）
5. ヨーゼフ・ピューリンガー（英語版） （ÖVP、1995年3月2日 - 2017年4月5日）
6. トーマス・ステルツァー（英語版） （ÖVP、2017年4月5日 - ）

## 地方行政
オーバーエスターライヒ州は、歴史的に四つの地方（virtel）に分けられ、中央部を含むハウスルックフィアテル、北西のインフィアテル、北東のミュールフィアテル、南部のトラウエンフィアテルとなっている。
行政的には、州の出先機関である15の郡（Bezirk; 行政管区とも訳される）に分けられる。また、州都のリンツおよびヴェルス、シュタイアーは、郡に属さない憲章都市（Statutarstadt）に指定されており、郡の業務も独自に処理している。
また、オーバーエスターライヒ州には442の基礎自治体（Gemeinde; ゲマインデ）がある。このうち32自治体が市（Stadt）、151自治体が町（Marktgemeinde; 市場町）に指定されている。

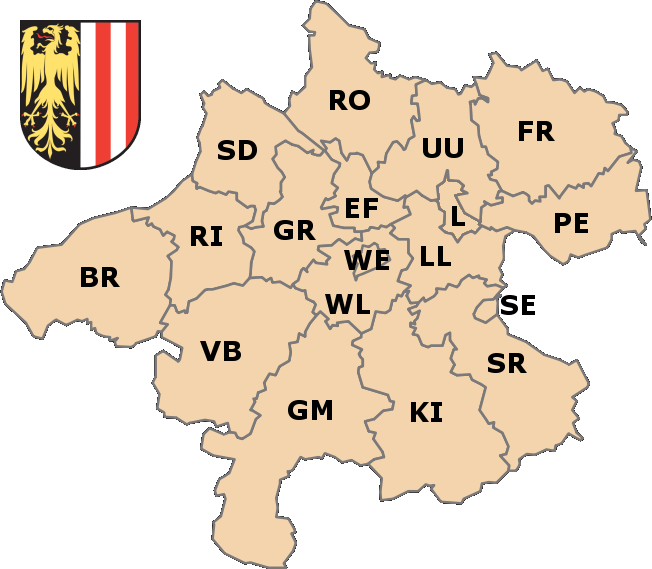
オーバーエスターライヒ州の郡および憲章都市の区分

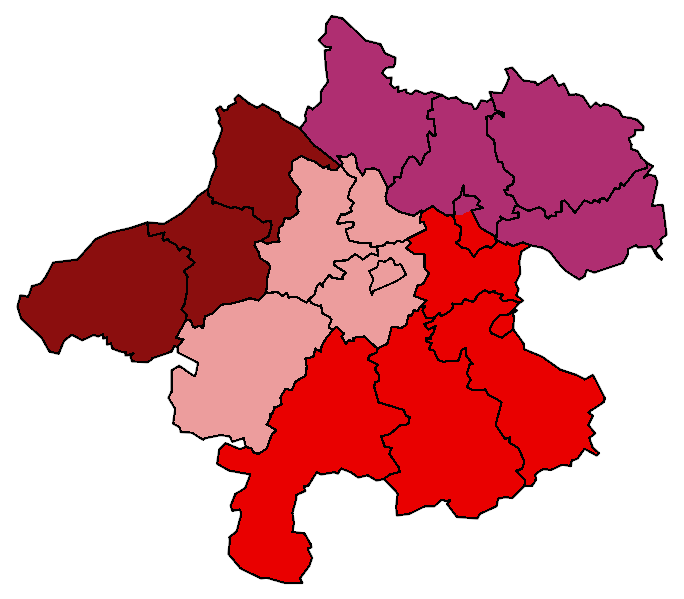
オーバーエスターライヒ州の各地域
ミュールフィアテル
トラウエンフィアテル
ハウスルックフィアテル
インフィアテル

| ナンバープレート | 郡名                                 | 位置 | 郡庁所在地                         | 面積 （km2） | 人口 （2020年1月1日） | 人口密度 | 自治体数 |
| ---------------- | ------------------------------------ | ---- | ---------------------------------- | ------------ | --------------------- | -------- | -------- |
| BR               | ブラウナウ・アム・イン郡             |      | ブラウナウ・アム・イン             | 1,040.38     | 105,553               | 101      | 46       |
| EF               | エフェルディング郡                   |      | エフェルディング                   | 259.46       | 33,178                | 128      | 12       |
| FR               | フライシュタット郡                   |      | フライシュタット                   | 993.86       | 66,861                | 67       | 27       |
| GM               | グムンデン郡                         |      | グムンデン                         | 1,432.62     | 101,859               | 71       | 20       |
| GR               | グリースキルヒェン郡                 |      | グリースキルヒェン                 | 578.99       | 64,875                | 112      | 34       |
| KI               | キルヒドルフ・アン・デア・クレムス郡 |      | キルヒドルフ・アン・デア・クレムス | 1,239.79     | 57,071                | 46       | 23       |
| L                | リンツ                               |      | 憲章都市                           | 95.99        | 206,595               | 2,152    |          |
| LL               | リンツ＝ラント郡                     |      | リンツ                             | 460.25       | 151,371               | 329      | 22       |
| PE               | ペルグ郡                             |      | ペルグ                             | 614          | 68,968                | 112      | 26       |
| RI               | リート・イム・インクライス郡         |      | リート・イム・インクライス         | 585.01       | 61,690                | 105      | 36       |
| RO               | ローアバッハ郡                       |      | ローアバッハ＝ベルグ               | 818          | 56,545                | 69       | 37       |
| SD               | シェルディング郡                     |      | シェルディング                     | 618.49       | 57,391                | 93       | 30       |
| SE               | シュタイアー＝ラント郡               |      | シュタイアー                       | 971.70       | 60,717                | 62       | 20       |
| SR               | シュタイアー                         |      | 憲章都市                           | 26.56        | 38,056                | 1,433    |          |
| UU               | ウーアファール＝ウムゲーブング郡     |      | リンツ                             | 660          | 86,005                | 130      | 27       |
| VB               | フェクラブルック郡                   |      | フェクラブルック                   | 1,084.26     | 137,297               | 127      | 52       |
| WE               | ヴェルス                             |      | 憲章都市                           | 45.92        | 62,470                | 1,360    |          |
| WL               | ヴェルス＝ラント郡                   |      | ヴェルス                           | 457.66       | 73,777                | 161      | 24       |